# Communauté de communes du Champsaur
Die Communauté de communes du Champsaur war ein französischer Gemeindeverband mit der Rechtsform einer Communauté de communes im Département Hautes-Alpes in der Region Provence-Alpes-Côte d’Azur. Sie wurde am 28. Dezember 2000 gegründet und umfasste 15 Gemeinden. Der Verwaltungssitz befand sich im Ort Saint-Bonnet-en-Champsaur.

## Historische Entwicklung
Am 1. Januar 2017 wurde der Gemeindeverband mit der Communauté de communes du Valgaudemar und der Communauté de communes du Haut-Champsaur zur neuen Communauté de communes Champsaur-Valgaudemar zusammengeschlossen.

## Ehemalige Mitgliedsgemeinden
1. Ancelle
2. Buissard
3. Chabottes
4. Les Costes
5. La Fare-en-Champsaur
6. Forest-Saint-Julien
7. Laye
8. La Motte-en-Champsaur
9. Le Noyer
10. Poligny
11. Saint-Bonnet-en-Champsaur
12. Saint-Eusèbe-en-Champsaur
13. Saint-Julien-en-Champsaur
14. Saint-Laurent-du-Cros
15. Saint-Michel-de-Chaillol